# Антский союз

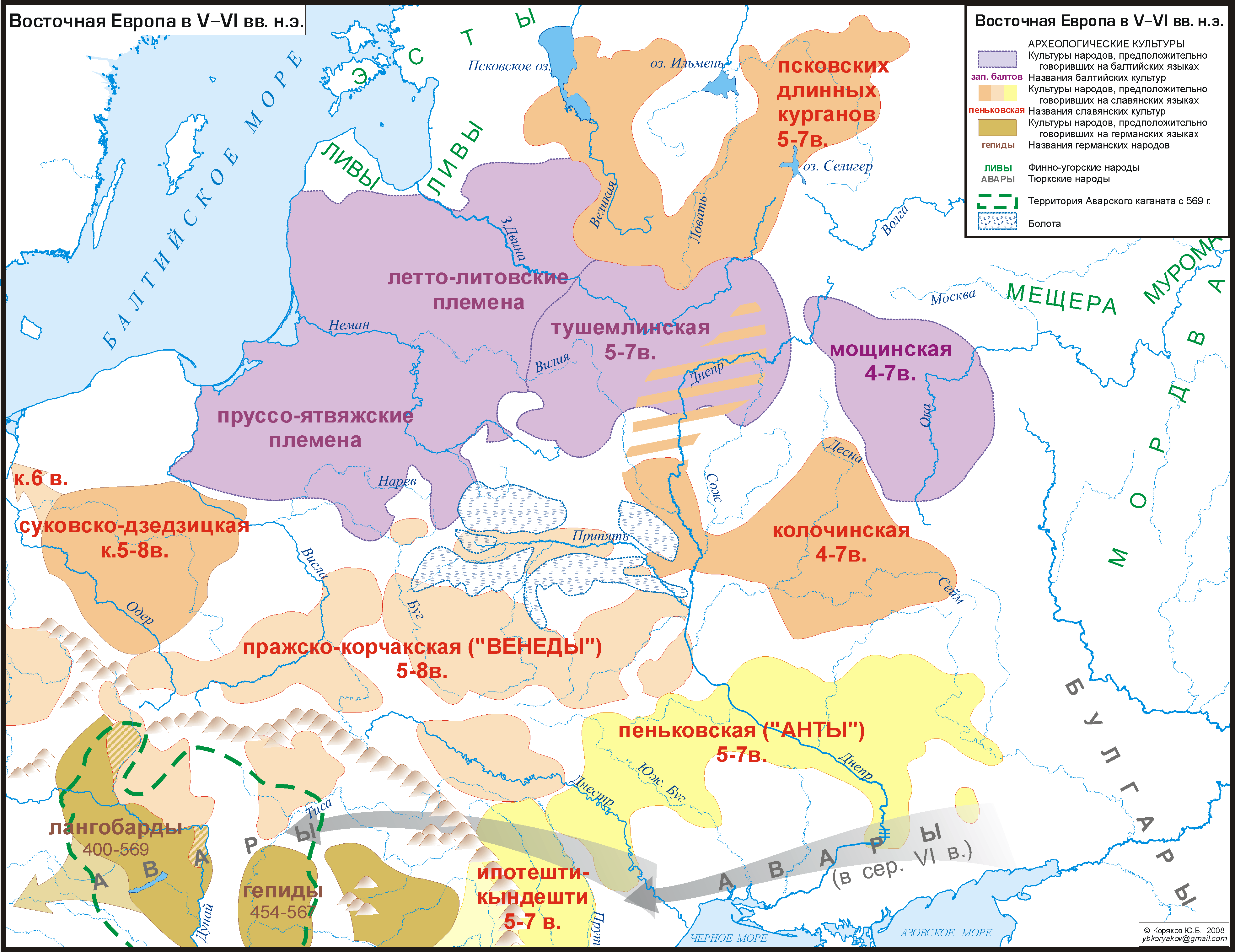
Пеньковская культура в V—VI веках на фоне других славянских и балтийских культур

Антский союз — политическое и военно-племенное славянское или западнобалтское объединение антов, существовавшее с IV до начала VII века (602 год).
Антский союз распался в результате нашествия аваров. Основная масса антского населения расселилась в Северном Причерноморье, на будущих Киевщине, Черниговщине и в Полесье. Племенное деление как основа антского государственного образования повлияла на племенное деление славянского населения VIII—IX веках, которое, предположительно, стало основой для формирования славянских народов. Также анты повлияли на формирование болгар и румын.

## История
- III век — первое письменное упоминание мужского имени Αντας на одной из надгробных надписей в городе Керчь.
- до 375 года — столкновение антов, под предводительством Божа, с готами Витимира, из готского королевского рода Амалов. Гибель Божа вместе с сыновьями и семьюдесятью старейшинами.
- 375 год — вторжение гуннов в причерноморские степи. Баламбер с войском напал на остготов и вскоре покорил их. Среди причин этого нападения Иордан называл известие о ранении короля остготов Германариха и распятие Божа[6].
- IV век — VI век — в составе Империи гуннов.
- 560—580 года — война антов, под руководством Идаризия, с аварами.
- 561 год — анты вынуждены были отправить к аварам послов во главе с сыном Идаризия — Мезамиром с просьбой о выкупе пленников. В ставке аварского кагана Мезамир был убит. Война продолжилась ещё интенсивнее.
- 584 год — Ардагаст с большим войском славян нападает на балканские провинции Византии. Был разбит византийским полководцем Коментиолом и отступил к Дунаю.
- 585 год — Ардагаст опять разорил придунайские земли Византии, захватил большую добычу, однако около Адрианополя вновь был разбит Коментиолом. Славяне, бросив добычу, отступили за Дунай.
- 593 год — подвластные Ардагасту славяне напали на византийскую Фракию. В ответ византийский стратиг Приск с большим войском переправился через Дунай и неожиданно атаковал владения Ардагаста. Ардагасту удалось бежать, но его земли были разорены, множество славян попало в плен и было отправлено в Византию.
- 597 год — Пирагаст со своими войсками устроил засаду византийской армии у переправы через некую реку. Византийцы, возглавляемые стратигом Петром, переправлялись через реку малыми отрядами, но их поочерёдно разбивали славяне. Тогда византийцы решили переправить единовременно всё войско. Не выдержав натиска и обстрела копьями, славяне отступили. Поражённый стрелой в бок, погибает Пирагаст. Славяне, потеряв своего предводителя, убегают. Византийцы занимают берег реки.
- до 602 года — начало войны с аварами.
- 602 год — последнее упоминание антов.

## Упоминания в источниках
По Иордану, анты жили между Днестром и Днепром. По Прокопию, их земли достигали на востоке Азовского моря, а на западе — долины Дуная. Это, возможно, свидетельствует о том, что различные очевидцы по-разному указывали на границы Антского союза (Френсис Дворник).
В. О. Ключевский считает, что существовал большой военный союз или федерация антских князей под предводительством короля дулебов. Это мнение разделял советский историк Б. Д. Греков. Чешский историк Френсис Дворник считает, что государство антов достигало Силезии. Профессор П. Н. Третьяков писал, что анты и росы — это два названия одного народа, который создал Киевскую Русь.
Археологическим эквивалентом антов считается население, создавшее Пеньковскую археологическую культуру. Известны археологические находки антов, среди которых найдены золотые и серебряные клады (Перещепино, Подгородье, Крылос, городища «роменского типа» в селе Ромен на Черниговщине и др.). Преимущественно, из антских исторических памятников остались украшения к одежде и конской сбруи из серебра, бронзы и белого металлического сплава; больше всего среди бронзовых украшений найдено фибул из выемчатой эмали, центр производства которых был в Киеве (Вернер И., 1950).

## Лидеры антов
- Бож (? — 375) — правитель антов, убитый готами[4].
- Идаризий (вторая половина VI века) — вождь антов, упоминается в связи с борьбой против аваров.
- Келагаст (? — ок. 550) — сын Идаризия, вместе с братом, Мезамиром, был послом у аваров.
- Мезамир (? — ок. 550) — сын Идаризия, «дипломат» антов, убит аварами.

## Антские военачальники
- Дабрагез (ср.-греч. Δαβραγέζας, Доброгост) — военачальник на службе у Византии в 554 и 555 гг. (Агафий, История III,6,9; III,7,2; III,21,6)
- Леонтий[порт.] (ср.-греч. Λεόντιος) — сын Дабрагеза, военачальник в 556 г. (Агафий, История IV,18)
- Усигард[порт.] (ср.-греч. Ούσιγαρδος, Всегорд, Усиярд) — военачальник на службе у Византии в 554 и 555 гг. (Агафий, История III,6,9; III,7,2)